# Karl von Camerer
Karl Josef Camerer, seit 1854 von Camerer, (* 28. Januar 1801 in Unterhausen; † 20. Januar 1863 in Stuttgart) war ein deutscher Jurist und Politiker.

## Leben
Als Sohn des Pfarrers Johann Josef Camerer (1752–1817) geboren, studierte Karl Camerer nach dem Besuch des Stuttgarter Gymnasiums Rechtswissenschaften in Tübingen. Während seines Studiums wurde er 1821 Mitglied der Burschenschaft Germania Tübingen. Nach seinem Studium wurde er 1826 Rechtskonsulent in Reutlingen. In den 1830er Jahren war er für die Stadt Reutlingen Abgeordneter des Württembergischen Landtags, wo er der Linken angehörte. 1837 wurde er Stadtschultheiß von Reutlingen und arbeitete dann ab 1844 als Rechtskundiger Rat. 1847 wurde er Oberregierungsrat im Innenministerium. 1849 musste er das Rumpfparlament im Namen der Regierung auflösen. Er gehörte zuletzt der Liberalen Partei an.

## Ehrungen
- 1854: Ritterkreuz des Ordens der Württembergischen Krone, welches mit dem persönlichen Adelstitel (Nobilitierung) verbunden war.
- 1857: Komturkreuz des Ordens vom Zähringer Löwen
- 1861: Kommenturkreuz II. Klasse des Württembergischen Friedrichsordens